# Miłowanie (obwód iwanofrankiwski)
Miłowanie (ukr. Милування, Myłuwannia) – wieś na Ukrainie, w obwodzie iwanofrankiwskim, w rejonie tyśmienickim. W 2001 roku liczyła 1135 mieszkańców.

## Historia
Wieś została założona w 1437 roku. Prywatna wieś szlachecka prawa wołoskiego w 1439 roku, położona była w ziemi halickiej województwa ruskiego. 

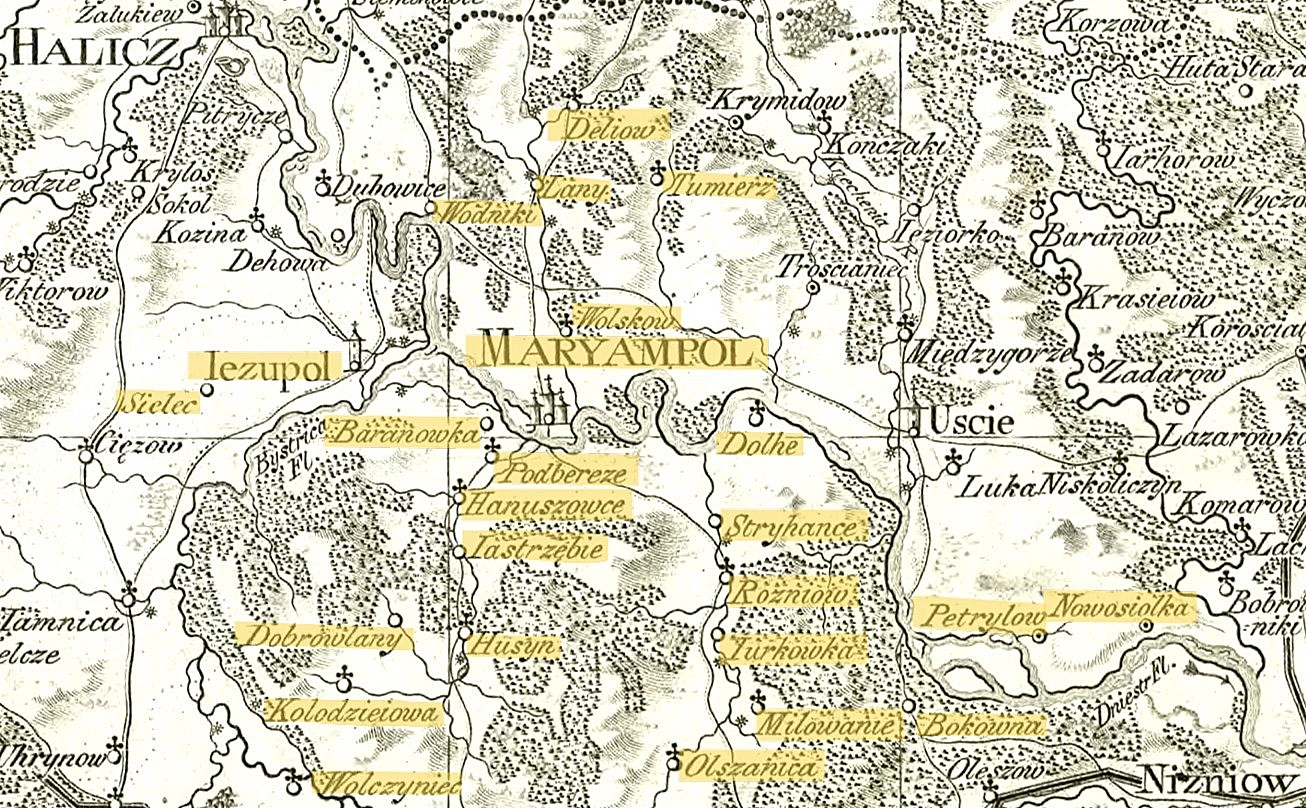
Miłowanie 1824

W okresie Królestwa Galicji i Lodomerii wieś należała do klucza marjampolskiego księżnej Anny Jabłonowskiej.
W II Rzeczypospolitej miejscowość stanowiła początkowo oddzielną gminę wiejską. 1 sierpnia 1934 roku w ramach reformy na podstawie ustawy scaleniowej została włączona do gminy wiejskiej Roszniów w powiecie tłumackim, w województwie stanisławowskim.